# Quan hệ ngoại giao của Hàn Quốc

Các quốc gia có quan hệ ngoại giao với Hàn Quốc

Hàn Quốc duy trì quan hệ ngoại giao với 191 quốc gia. Đất nước này cũng là thành viên của Liên hợp quốc kể từ năm 1991, khi trở thành quốc gia thành viên cùng lúc với Bắc Triều Tiên. Hàn Quốc cũng đã tổ chức các sự kiện quốc tế lớn như Thế vận hội Mùa hè 1988, Giải vô địch bóng đá thế giới 2002 (FIFA World Cup 2002 đồng tổ chức với Nhật Bản) và Giải vô địch điền kinh thế giới 2011 (2011 IAAF World Championships) tại Daegu. Ngoài ra, Hàn Quốc đã tổ chức Thế vận hội mùa đông 2018 diễn ra tại Pyeongchang từ ngày 9 đến 25 tháng 2.
Hàn Quốc là thành viên của Liên hợp quốc, WTO, OECD / DAC, ASEAN Plus Three, Hội nghị thượng đỉnh Đông Á (EAS) và G-20. Đây cũng là thành viên sáng lập của Hợp tác kinh tế châu Á-Thái Bình Dương (APEC) và Hội nghị thượng đỉnh Đông Á.
Vào ngày 1 tháng 1 năm 2007, Bộ trưởng Ngoại giao Hàn Quốc Ban Ki-moon đảm nhận chức Tổng thư ký LHQ, phục vụ trong chức vụ đó cho đến ngày 31 tháng 12 năm 2016.

## Quan hệ liên Triều
Quan hệ liên Triều có thể được chia thành năm thời kỳ. Giai đoạn đầu tiên là giữa năm 1972 và năm 1973; giai đoạn thứ hai là việc giao hàng cứu trợ của Bình Nhưỡng cho Triều Tiên tới Hàn Quốc sau khi cơn bão gây ra lũ lụt tàn khốc vào năm 1984 và giai đoạn thứ ba là trao đổi các chuyến thăm nhà và các nghệ sĩ biểu diễn vào năm 1985. Giai đoạn thứ tư, được kích hoạt bởi Nordpolitik dưới thời Roh, được thể hiện bằng cách mở rộng liên lạc công khai và riêng tư giữa hai miền Triều Tiên. Giai đoạn thứ năm được cải thiện sau cuộc bầu cử năm 1997 của Kim Dae-jung. " Chính sách Ánh Dương " của ông về việc quan hệ với Triều Tiên đã tạo tiền đề cho Hội nghị thượng đỉnh liên Triều lịch sử tháng 6 năm 2000.
Khả năng thống nhất đất nước Hàn Quốc vẫn là một chủ đề nổi bật. Tuy nhiên, chưa có hiệp ước hòa bình nào được ký kết với Bắc Triều Tiên. Vào tháng 6 năm 2000, một hội nghị thượng đỉnh lịch sử đầu tiên của Bắc Triều Tiên-Hàn Quốc đã diễn ra, một phần của Chính sách Cam kết tiếp tục của Hàn Quốc. Kể từ đó, việc liên lạc thường xuyên đã dẫn đến một sự tan băng một cách thận trọng. Chủ tịch Kim đã được trao giải Nobel Hòa bình năm 2000 cho chính sách này.
Với chính sách đó, tiếp tục bởi chính quyền của tổng thống Roh Moo-hyun, mối quan hệ kinh tế giữa hai nước đã tăng lên, viện trợ nhân đạo đã được gửi tới Triều Tiên và một số gia đình bị chia rẽ đã được đoàn tụ trong một thời gian ngắn. Tuy nhiên, mối quan hệ quân sự vẫn đầy căng thẳng, và vào năm 2002, một cuộc giao tranh hải quân ngắn ngủi đã khiến bốn thủy thủ Hàn Quốc thiệt mạng, khiến tương lai của chính sách Ánh Dương không chắc chắn. Triều Tiên đã cắt đứt các cuộc đàm phán nhưng miền Nam vẫn cam kết với chính sách hòa giải và quan hệ bắt đầu tan băng trở lại. Sự hồi sinh của vấn đề hạt nhân hai năm sau đó sẽ khiến mối quan hệ trở nên nghi ngờ, nhưng Hàn Quốc đã tìm cách đóng vai trò trung gian thay vì đối kháng, và quan hệ kinh tế lúc đó dường như đang phát triển trở lại.
Bất chấp Chính sách Ánh Dương và những nỗ lực hòa giải, tiến trình này rất phức tạp bởi các vụ thử tên lửa của Triều Tiên vào năm 1993, 1998, 2006 và 2009. Tính đến  tháng 5 năm 2009, mối quan hệ giữa Bắc Triều Tiên và Hàn Quốc rất căng thẳng; Triều Tiên đã được báo cáo là đã triển khai tên lửa, Đã chấm dứt các thỏa thuận cũ với Hàn Quốc  và đe dọa Hàn Quốc và Hoa Kỳ không can thiệp vào một vụ phóng vệ tinh mà họ đã lên kế hoạch. Cho đến năm 2009, Bắc Triều Tiên và Hàn Quốc vẫn tiếp tục đối đầu và biên giới hai nước được củng cố nghiêm ngặt.
Vào ngày 27 tháng 5 năm 2009, truyền thông Bắc Triều Tiên tuyên bố rằng đình chiến không còn hiệu lực do cam kết của chính phủ Hàn Quốc "chắc chắn tham gia" Sáng kiến An ninh Phổ biến. Để làm phức tạp thêm và tăng cường căng thẳng giữa hai quốc gia, vụ chìm tàu chiến Cheonan của Hàn Quốc vào tháng 3 năm 2010, giết chết 46 thủy thủ, kể từ ngày 20 tháng 5 năm 2010 bởi một nhóm các nhà nghiên cứu trên thế giới  đã được gây ra bởi một ngư lôi của Bắc Triều Tiên, mà Bắc Triều Tiên phủ nhận. Hàn Quốc đã đồng ý với những phát hiện từ nhóm nghiên cứu và chủ tịch Lee Myung-bak tuyên bố vào tháng 5 năm 2010 rằng Seoul sẽ cắt giảm tất cả thương mại với Triều Tiên như một phần của các biện pháp chủ yếu nhằm đánh trả Triều Tiên về mặt ngoại giao và tài chính.  Do đó, Triều Tiên đã cắt đứt mọi mối quan hệ và bãi bỏ hoàn toàn hiệp ước không xâm lược trước đó.
Vào tháng 11 năm 2010, Bộ Thống nhất đã chính thức tuyên bố Chính sách Ánh dương là một thất bại, do đó chính sách này chấm dứt. Vào ngày 23 tháng 11 năm 2010, pháo binh của Triều Tiên đã bắn phá Yeonpyeong với hàng chục quả đạn tại Yeonpyeong-ri và khu vực xung quanh.

## Các hiệp định thương mại tự do
Hàn Quốc có các hiệp định thương mại sau đây:
- Hàn Quốc- ASEAN (Brunei, Campuchia, Indonesia, Lào, Malaysia, Myanmar, Philippines, Singapore, Thái Lan, Việt Nam) FTA
- Hàn Quốc-FTA Úc
- Hàn Quốc- Canada CKFTA FTA
- Hàn Quốc- Chile FTA
- Hàn Quốc- FTA Trung Quốc
- Hàn Quốc- Colombia FTA
- Hàn Quốc- EFTA (Iceland, Lichtenstein, Na Uy, Thụy Sĩ) FTA
- Hàn Quốc- EU (Áo, Bỉ, Bulgaria, Croatia, Síp, Cộng hòa Séc, Đan Mạch, Estonia, Phần Lan, Pháp, Đức, Hy Lạp, Hungary, Ireland, Ý, Latvia, Litva, Luxembourg, Malta, Hà Lan, Ba Lan, Bồ Đào Nha, Rumani, Slovakia, Slovenia, Tây Ban Nha, Thụy Điển, Anh) FTA
- Hàn Quốc- Ấn Độ CEPA FTA
- Hàn Quốc-FTA New Zealand
- Hàn Quốc- Peru FTA
- Hàn Quốc- FTA Singapore
- Hàn Quốc- FTA Thổ Nhĩ Kỳ
- Hàn Quốc - Hợp chủng quốc Hoa Kỳ (KORUS FTA)
- Hàn Quốc- FTA Việt Nam [10][11]

Tính đến cuối năm 2016 của các nước Trung Mỹ (Costa Rica, El Salvador, Guatemala, Honduras, Nicaragua, Panama, Paraguay), GCC (Hội đồng hợp tác vùng Vịnh Bahrain Bahrain, Kuwait, Oman, Qatar, Ả Rập Saudi, Các tiểu vương quốc Ả Rập thống nhất), Indonesia, Israel, Nhật Bản, Malaysia, MERCOSUR (Thị trường chung phía Nam Mercado comun del sur), México, Mông Cổ, RCEP (10 quốc gia châu Á, Hàn Quốc, Trung Quốc, Nhật Bản, Úc, New Zealand, Ấn Độ), Nga (BEPA), SACU (Liên minh Hợp tác Nam Á) và Hàn Quốc - Trung Quốc - Nhật Bản  đang đàm phán về FTA với Hàn Quốc.